# Швянтас
Швянтас (лит. Šventas; устар.: Швинта, Швенте) — озеро в Зарасайском районе Утенского уезда на востоке Литвы. Акватория озера полностью располагается на территории Турмантского староства. С западной стороны к озеру прилегает территория Зарасайского староства, с южной — территория Дукштского староство Игналинского района. Озеро относится к бассейну Швянтойи (приток Вилии).
Швянтас является самым крупным озером Литвы без постоянного поверхностного стока. Находится на высоте 158,5 м над уровнем моря, в пределах территории регионального парка Гражутес. Длина озера — 3 км, максимальная ширина — 2,1 км, площадь — 425,9 га. Протяжённость береговой линии — 10,45 км. Наибольшая глубина — 18,2 м, средняя — 6,4 м. Озёрная котловина ледникового происхождения. Площадь водосборного бассейна — 15,8 км². Озеру свойственны долговременные колебания уровня воды, достигающие 2,5—3 м; во второй половине XX века произошёл существенный спад уровня воды.